# Слейд, Томас
Сэр Томас Слейд (1703/4-1771) — английский кораблестроитель, впоследствии Сюрвейер флота. Наиболее известен тем, что спроектировал HMS Victory, флагманский корабль лорда Нельсона при Трафальгаре в 1805 году.

## Карьера
Как и многие, кто в век паруса поднялся на вершину британского военного кораблестроения, Томас Слейд начинал мастером на Королевской верфи. Его дядя Бенджамин Слейд был главным корабельным мастером на Плимутской верфи (главный мастер отвечал за всю постройку и ремонт на верфи).
В 1744 году Томас стал заместителем главного мастера в Вулвиче. 22 ноября 1750 года он сменил своего дядю, который умер в тот год, на посту главного мастера в Плимуте. 27 мая 1752 года был временно переведён назад в Вулвич, а оттуда 17 июня 1752 года в Чатем, а затем 15 марта 1753 года в Дептфорд, где служил до 5 августа 1755 года.
В августе 1755 года Джордж Ансон, Первый лорд Адмиралтейства, назначил его Сюрвейером флота, в каковой должности он и работал до своей смерти в феврале 1771 года. В первое десятилетие, до июня 1765 года он делил пост с Уильямом Бейтли, бывшим заместителем Сюрвейера флота. По выходе в отставку Бейтли разделять эту должность со Слейдом был назначен Джон Уильямс. Однако все время пребывания в должности Слейд явно был старшим.

## Достижения
Согласно Роджеру,

Корабли, спроектированные [им] … превосходно подходили под стратегические требования Великобритании … По общему согласию, Слейд был величайшим британским морским архитектором века … и его преемники, как признавали все (даже они сами), хотя были компетентны, так и не поднялись до его гения.
Оригинальный текст (англ.)The ships which [he] designed...were admirably suited to Britain's strategic requirements...By common consent, Slade was the greatest British naval architect of the century...it was generally agreed (even by themselves) that his successors, though competent designers, never matched his genius.

За время пребывания в должности Слейд провёл ряд серьёзных изменений в проектировании. Он создал «типовой проект» (англ. generic design), который использовался в качестве шаблона для 74-пушечных кораблей и фрегатов Королевского флота. Его конструкции 74-пушечных, начиная с типа Dublin, стали эволюцией британского линейного корабля, созданной в противовес новым французским 74-пушечным, из которых несколько были захвачены в 1747 году, во время войны за Австрийское наследство. По его проектам были построены по меньшей мере сорок шесть 74-пушечных. Последний был спущен на воду в 1789 году.
Он также спроектировал HMS Asia, первый истинно 64-пушечный корабль «начиная с киля». В результате Королевский флот далее не заказывал 60-пушечных кораблей, а вместо них перешёл на 64-пушечные. Первым из них был HMS Ardent, головной корабль одноимённого типа. Поскольку они включали изменения, внесённые после испытаний Asia, последующие корабли были больше, а она осталась единственным кораблём своего типа.
Слейд проектировал и малые корабли, такие как 8-пушечный таможенный и акцизный куттер, HMS Sherborne.
Самым известным его кораблём стала Victory. После ввода в строй она стала самым успешным из когда-либо построенных линейных кораблей первого ранга. 13 декабря 1758 года Адмиралтейский комитет в Лондоне разместил заказ на строительство 12 новых линейных кораблей, в том числе одного 100-пушечного. На следующий год Адмиралтейство выбрало ему название Victory, несмотря на то, что предыдущие носители его были в значительной степени неудачливы. По совпадению, на 1758 год пришлось также рождение Нельсона, который пал на её палубе при Трафальгаре.
Сэр Томас Слейд умер в феврале 1771 года и был похоронен на кладбище Сент-Клемент, на Гримвэйд-стрит в Ипсвиче. Его завещание было оглашено 19 марта 1771 года. Его жена Ханна лежит с родителями в гробнице у западного края кладбища.

## Наследие
В его честь назван мыс Слейда (англ. Slade Point) 21°04′ ю. ш. 149°14′ в. д. на побережье центрального Квинсленда.
Его ученик с 1745 года Джон Хенслоу (впоследствии сэр Джон) в 1784 году также стал Сюрвейером флота и был дедом наставника Дарвина, Джона Хенслоу.